# Charles Atangana
Charles Atangana (hacia 1880 – 1 de septiembre de 1943), también conocido por su nombre de nacimiento, Ntsama, y su nombre alemán, Karl, fue jefe supremo de los grupos étnicos Ewondo y Bane durante mucho del período colonial en Camerún. Aunque venía de origen ordinario, su lealtad y amistad con sacerdotes coloniales e administradores le consiguió puestos cada vez más prominentes en el gobierno colonial. Atangana demostró que fue administrador inteligente y diplomático, y colaborador ávido, y eventualmente se fue designado jefe supremo de dos subgrupos de Beti-Pahuin, los pueblos Ewondo y Bane. Su lealtad y complicidad con el imperio alemán fue incondicional e incluso acompañó los alemanes en su fuga de África durante la Primera Guerra Mundial.
Después de una estancia breve en Europa, Atangana volvió a su patria Camerún, el cual para entonces era un Mandato de la Sociedad de las Naciones, bajo administración de la Tercera República Francesa. Al principio, los franceses dudaban su lealtad, pero Atangana los sirvió con el mismo ardor que él había mostrado a los alemanes, y recuperó su puesto como jefe supremo. Durante el resto de su vida, supervisó la occidentalización de sus súbditos y la mejora de sus dominios, a pesar del desgaste de su poder debido a políticas francesas y descontento entre su gente. Nunca propugnaba resistencia a los poderes europeos; prefería aceptar los europeos como medio de enriquecimiento personal e al servicio de los intereses africanos. A partir de su muerte en 1943, Atangana se volvió generalmente olvidado. Sin embargo, desde Camerún ganó independencia en 1960, eruditos cameruneses han redescubierto su historia.

## Primeros años
Atangana nació en algún momento entre 1876 y 1885 en Mvolyé, un pueblo pequeño que hoy es parte de Yaundé, Camerún. Sus padres se dio el nombre de tambor “Él a quién las naciones conocen.” Fue el undécimo de doce hijos de Essomba Atangana, un líder del sublinaje Mvog Atemenge del grupo étnico Ewonda. Essomba Atangana era uno de miles de líderes menores del pueblo Beti que vivía entre los ríos Sanaga y Nyong, cada líder encargado de mantener el recinto, la familia extendida, y los esclavos que vivían allí. Essomba murió cuando Ntsama Atangana tenía hacia seis años.

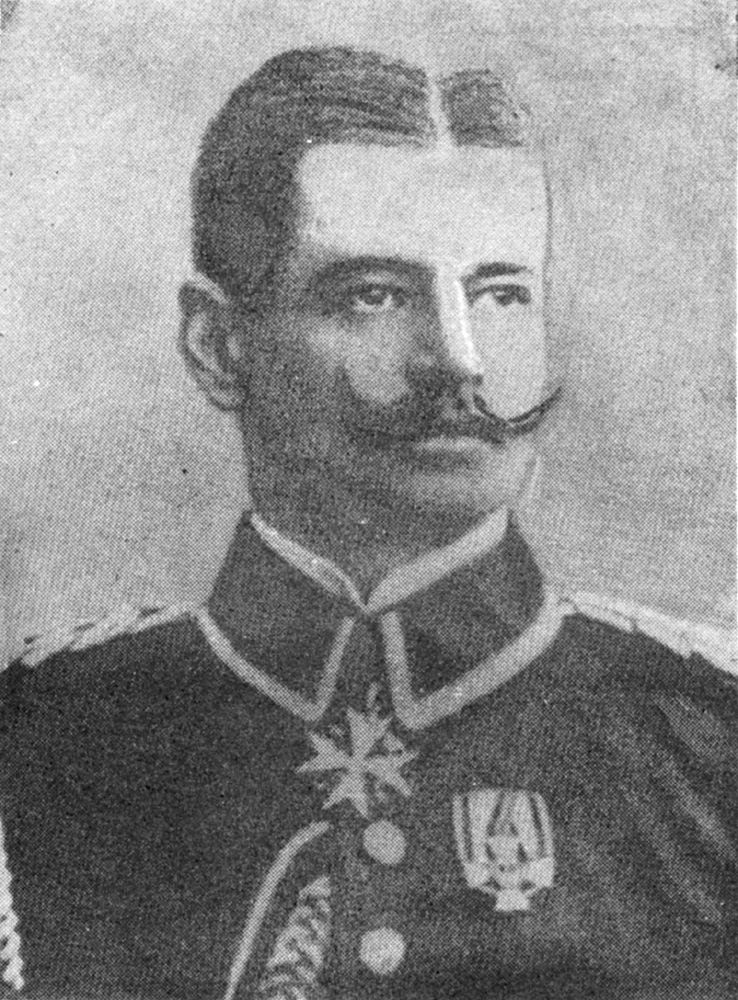
Comandante Hans Dominik

Poco se sabe sobre la niñez de Atangana. Como otros chicos Beti, habría aprendido pescar, cazar, y atrapar, y habría memorizado la genealogía y sabiduría popular de su familia. Los exploradores del imperio alemán aparecieron cerca de su pueblo en 1887, buscando una ruta directa al comercio de marfil en las sabanas al norte. Los alemanes ya habían reivindicado tierras Beti en 1884, como parte de su colonia Kamerun, y para el febrero de 1889, habían establecido una base permanente en el área, lo cual se llamaron Jaunde, en honor del pueblo local. Al principio, los Ewondos luchaba contra los extranjeros, aunque Atangana probablemente ya no era bastante viejo para luchar con su pueblo. Después de la derrota de Omgba Bissogo en 1895 y otras similares, la resistencia de los Ewondos decayó. Los alemanes nombró al azar a jefes y alcaldes para servir bajo ellos, y reclutaban a jóvenes locales para hacer quehaceres serviles; Atangana se encontraba entre ellos, mandado por su tío para ser sirviente.
Ewondos educados se favorecían a principios del régimen colonial. Comandante del puesto Hans Dominik mandó a cuatro de estos individuos a asistir a la escuela misionera de los Padres Pallottine alemanes en Kribi, un poblado costero. Allí, Atangana aprendió el idioma alemán, la historia, la geografía, las matemáticas, y la fe católica. A Padre Heinrich Vieter especialmente le gustaba el niño, así que Atangana se convirtió en el primer Ewondo bautizado como católico; tomó el nombre cristiano de Karl. Su educación terminaba cuando miembros del grupo étnico Bulu, uno íntimamente relacionado con los Ewondos, invadieron Kribi y saquearon la escuela y la iglesia en 1899. Atangana esperó con los Padres a que pasó la sublevación en Duala, hasta que la milicia colonial derrotó los rebeldes en el año siguiente.

## Carrera temprana
En agosto de 1900, el comandante de los fuerzos alemanes en Victoria (actualmente, Limbe) designó a Atangana como intérprete por 500 Bulu rehenes, a quienes se les presionaban para trabajar. Atangana mantuvo el puesto por seis meses y asumió funciones adicionales como enfermero. Entonces, los colonizadores enviaron a Atangana a Buea para trabajar como oficinista. En algún momento entre el fin de su educación en Kribi y el fin de su trabajo en Victoria, Atangana conoció a Marie Biloa, una mujer de un pueblito llamado Mekumba. A pesar de que ella era un poco más vieja y que ella vivía como “mujer reservada” por un funcionario alemán, Atangana se casó con ella. Eventualmente, ella a él le pariría a dos hijos: Jean Ndengue y Katerina (o Catherine) Edzimbi.

Atangana era cristiano devoto, y apoyaba la iglesia con tierra y regalos durante toda su vida. Se oponía a prácticas populares sincretistas de los Beti, y asimismo era oponente de un rito de iniciación de los Ewondo que se llamaba el Sso; sus esfuerzos eventualmente contribuyeron a la erradicación de esta práctica de la sociedad Beti. En 1901, aseguró tierra para los Padres Pallottine para construir una misión en Jaunde, abriendo el oeste y el sur de Camerún a evangelismo católico. Sin embargo, Atangana apoyó las costumbres tradicionales de los Ewondo acerca de matrimonio. Sobre viudas, dijo:
[traducción] Mis colegas y yo … solo podemos contestar en exigir el mantener de la costumbre, la cual requiere que la viuda sea la propiedad del heredero hasta la liberación de ella, la cual solo puede suceder después del regreso de su dote. Ella debe quedar con él mientras no se haya hecho esta devolución.
A principios de 1902, el gobierno colonial nombró a Atangana como representante al pueblo Ewondo, y intérprete y empleado por los alemanes situados en Jaunde. Fue asignado a organizar un censo y un sistema para recaudar los impuestos. El eligió a 300 jefes como recaudadores de impuestos, y los alemanes aprobaron a 233 de ellos. Atangana negoció una tajada de 5% para los recaudadores, para su deleite.

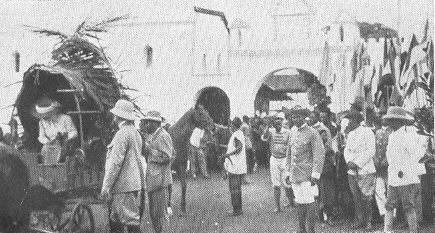
Atangana (primer plano, lado derecho) durante el periodo colonial alemán

Hans Dominik se convirtió en comandante del puesto Jaunde en 1904. Por los seis años siguientes, Atangana lo acompañó en por lo menos quince patrullas administrativas y excursiones probatorios. Atangana demostró su astucia como diplomático; en algún caso él negoció con un grupo de rebeldes Manguissa y así impidió una confrontación entre la tribu y los alemanes. Atangana ayudó a abrir puestos en lugares extensos y diversos, por ejemplo, Bafia, Abong-Mbang, Mouloudou, Ngaoundéré, Garoua, y Maroua. Los alemanes generalmente se mantuvieron segregados de sus súbditos africanos, pero Dominik y Atangana desafiaron estas normas y se volvieron cercanos; incluso cenaron juntos de vez en cuando en la misma carpa. En Jaunde, Atangana consiguió responsabilidades valiosas para el régimen, tal como supervisar un impuesto general en octubre de 1908.
En 1907, miembros del sublinaje Mvog Ada sublevaron contra el gobierno colonial sobre el nombramiento como intérprete oficial para ellos. Éste incluyó una conspiración para envenenar a Atangana, pero a él se filtró alguna información sobre el complot. Él avisó a sus superiores, y en el 11 de abril, se condenaron a muerte seis conspiradores y se encarcelaron dos otros.
Dominik murió el 16 de noviembre de 1910. Aquel mismo año, Atangana volvió a Jaunde y recibió un puesto administrativo, acaso el jefe del tribunal Ewondo-Bane, lo que presidía derecho civil y demandas pequeñas y era el conducto a través de la cual los alemanes transmitieron comunicados (y evaluaron las reacciones a ellos). Sin embargo, él renunció el puesto cuando la cabeza de su sublinaje murió; luego Atangana se encargó como jefe del sublinaje y pueblo Mvolyé.
A finales de 1911, Atangana viajó a Alemania para enseñar Ewondo en el Instituto Colonial de la Universidad de Hamburgo. Él se quedó allí por más o menos un año y transcribió la historia y folclore Ewondo para traducción al alemán. Sus escrituras eventualmente llegaron a ser el Jaunde-Texte, un documento fuente importante sobre historia y cultura Ewondo. En 1913, conoció al emperador Guillermo II en Alemania y al papa Pío X en Roma. Regresó a Camerún el año siguiente.

## Jefe supremo

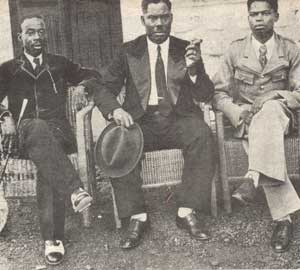
Atangana como jefe supremo